# 리틀 프린세스 소피아: 엘레나와 비밀의 아발로 왕국
《리틀 프린세스 소피아: 엘레나와 비밀의 아발로 왕국》(영어: Sofia the First: Elena and the Secret of Avalor)는 2016년 공개한 미국의 애니메이션, 모험, 가족, 판타지, 뮤지컬 영화이다. 제이미 미첼이 감독을 맡았다.

## 목소리 출연

### 원본판
- 아리엘 윈터 - 소피아 역
- 에이미 카레로 - 엘레나 역
- 제인 폰다 - 슈리키 역
- 사라 라미레스 - 미란다 역
- 다시 로즈 번스 - 앰버 역
- 타일러 머나 - 제임스 역
- 트라비스 윌링햄 - 롤란드 역
- 바바라 드릭슨 - 플로라 역
- 제나 오르테가 - 이사벨 역
- 크리스티앙 란스 - 에스테반 역

### 한국어판
- 김미랑(아역) - 소피아 역
- 이재현 - 엘레나 역
- 안경진 - 슈리키 역
- 윤소라 - 미란다 역
- 서지연 - 앰버 역
- 연정흠(아역) - 제임스 역
- 박조호 - 롤랜드 역
- 홍수정 - 플로라 역
- 여민정 - 이사벨 역
- 이장원 - 에스테반 역

## 우리말 제작
- 한국어 제작 : Disney Character Voices International,Inc.

## 제공
- 수입/배급 : 월트디즈니컴퍼니코리아 유한책임회사
- 제작 : 디즈니 텔레비전 애니메이션